# Велика депресія в США (книга)
«Велика депресія в США» — це трактат 1963 року про Велику депресію 1930-х років та її основні причини, написаний економістом Австрійської школи Мюрреєм Ротбардом.
Книга звинувачує невдачі урядової політики у Великій депресії та кидає виклик широко поширеній думці про нестабільність капіталізму.

## Огляд
Ротбард стверджує, що саме інтервенціоністська політика адміністрації Герберта Гувера збільшила тривалість, масштаби та інтенсивність Великої депресії. Ротбард пояснює Австрійську теорію бізнес-циклу, яка стверджує, що урядові маніпуляції з грошовою масою створюють основу для знайомих фаз «буму-спаду» сучасного ринку. Потім він детально описує інфляційну політику Федеральної резервної системи з 1921 по 1929 рік як доказ того, що депресія по суті була викликана не спекуляціями, а втручанням уряду та центрального банку в ринок.

## Історія публікацій
- 1st Edition: Princeton, N.J.: D. Van Nostrand, 1963. Hardcover. 361 pages.
- 2nd Edition: Menlo Park, California: Institute for Humane Studies, 1972. 361 pages. ISBN 0-8402-5003-7.
- 3rd Edition: New York: New York University Press. Co-sponsored by Institute for Humane Studies. 1975. Paperback. 361 pages. ISBN 0-8362-0647-9ISBN 0-8362-0647-9. Hardcover ISBN 0-8362-0634-7.
- 4th Edition: New York: Richardson & Snyder/E.P. Dutton. 1983. Hardcover. 361 pages. ISBN 0-943940-03-6ISBN 0-943940-03-6.
- 5th Edition: Auburn, Ala.: Ludwig von Mises Institute, June 15, 2000. Hardcover. 368 pages. ISBN 0-945466-05-6ISBN 0-945466-05-6. (With an introduction by Paul Johnson)